# Valtari (album)
Valtari (IPA: [ˈval̥tarɪ]) è il sesto album in studio del gruppo musicale islandese Sigur Rós, pubblicato il 23 maggio 2012 in Giappone e cinque giorni più tardi nel resto del mondo.

## Descrizione
A differenza del precedente Með suð í eyrum við spilum endalaust, uscito quattro anni prima, questo disco si caratterizza per le sonorità maggiormente ambient simili a quelle affrontate dal gruppo con il terzo album ( ) del 2002. Secondo quanto spiegato dal bassista Georg Hólm, l'album contiene molta più elettronica dei precedenti, mentre in altre interviste il gruppo lo ha definito «calmo, introverso» e «una valanga al rallentatore».
Durante le fasi di registrazione, svoltesi presso lo studio di proprietà Sundlaugin, i Sigur Rós si sono avvalsi nuovamente della collaborazione del quartetto d'archi femminile Amiina e, per i brani Dauðalogn e Varðeldur, del coro The Sixteen. La lingua utilizzata è principalmente l'islandese, mentre le ultime tre tracce sono totalmente strumentali, fatto piuttosto inusuale per la band. La traccia Varðeldur è una differente versione di Lúppulagið, contenuta nell'album dal vivo Inni del 2011.

## Promozione
Il disco è stato presentato il 23 marzo 2012 sul sito ufficiale, assieme a un video per la traccia Ekki múkk realizzato da Ingibjörg Birgisdóttir, sorella del frontman Jón Þór Birgisson. Si tratta di un'animazione della copertina dell'album, e rappresenta una barca fluttuare lentamente nell'aria sopra l'orizzonte. Ad Ingibjörg (che è la bambina il cui viso appare nella copertina del primo album della band, Von), assieme alla sorella Lilja Birgisdóttir, è anche accreditata la creazione della copertina.
Per l'annuale Record Store Day, tenutosi il 21 aprile, è stata pubblicata una speciale edizione in vinile del singolo Ekki múkk contenente anche la b-side Kvistur, disponibile anche come bonus track esclusiva (insieme a Logn) per il pre-ordine dal sito ufficiale. Il 17 maggio, in un evento chiamato Valtari Hour è stato possibile, alle 19:00 di ogni fuso orario, ascoltare in streaming l'intero lavoro. Il brano Dauðalogn è stato impiegato nell'ultima puntata della terza stagione della serie The Vampire Diaries intitolata The Departed.
Dopo l'uscita del disco ha preso il via l'iniziativa Valtari Mystery Film Experiment, dove i . La band ha contattato 12 registi, dando a tutti lo stesso budget limitato e chiedendo di creare semplicemente tutto quello che fosse venuto loro in mente, senza alcun controllo creativo in modo che essi possano esprimersi in piena libertà.
L'elenco dei cortometraggi è il seguente:
- ég anda, realizzato da Ragnar Kjartansson.
- varúð, realizzato da Inga Birgisdóttir.
- fjögur píanó, realizzato da Alma Har'el.
- rembihnútur, realizzato da Arni e Kinski.
- ég anda, realizzato da Ramin Bahrani.
- varúð', realizzato da Ryan McGinley.
- varðeldur, realizzato da Melika Bass.
- dauðalogn, realizzato da Henry Jun Wah Lee.
- seraph (rembihnútur ed ekki múkk), realizzato da Dash Shaw e John Cameron Mitchell.
- ekki múkk, realizzato da Nick Abrahams.
- dauðalogn, realizzato di Ruslan Fedotow.
- fjögur píanó, realizzato da Anafelle Liu.
- varðeldur, realizzato da Clare Langan.
- valtari, realizzato da Christian Larson.
- varúð, realizzato da Björn Flóki.
- leaning towards solace (dauðalogn e varúð), realizzato da Floria Sigismondi.

Il 25 maggio è stato distribuito il primo video per la traccia Ég anda, opera dell'artista islandese Ragnar Kjartansson, rappresentante per l'Islanda alla Biennale di Venezia del 2009. Il video mostra in modo surreale vari metodi di soccorso in caso di soffocamento (ég anda significa "io respiro") e si discosta notevolmente dallo stile tradizionale dei video della band. Il 6 giugno è stato pubblicato il video per Varúð, realizzato ancora una volta da Ingibjörg Birgisdóttir. L'artista ha dichiarato di aver realizzato il video a partire da una cartolina del Parco di Þingvellir rappresentante il fiume Öxará. Sulle formazioni rocciose circostanti compaiono delle sagome che lanciano segnali d'aiuto con delle torce: in realtà si tratta della regista stessa che, dopo essersi ripetutamente filmata mentre saliva su una cassa, ha poi trasposto la sua immagine sulla cartolina. Anche stavolta il senso del video è connesso al titolo della canzone: varúð infatti significa "cautela" o "pericolo". Il terzo video della serie, per Fjögur píanó, è stato pubblicato il 18 giugno, diretto da Alma Har'el. In esso fa la sua apparizione l'attore Shia LaBeouf.

## Tracce
1. Ég anda – 6:15
2. Ekki múkk – 7:45
3. Varúð – 6:37
4. Rembihnútur – 5:05
5. Dauðalogn – 6:37
6. Varðeldur – 6:08
7. Valtari – 8:09
8. Fjögur píanó – 7:50

## Formazione
Gruppo
- Jón Þór Birgisson – voce, chitarra, tastiera
- Kjartan Sveinsson – tastiere
- Georg Hólm – basso, tastiera, glockenspiel
- Orri Páll Dýrason – batteria, tastiera

Altri musicisti
- Amiina – strumenti ad arco (eccetto traccia 3)
  - María Huld Markan Sigfusdottir
  - Edda Rún Ólafsdóttir
  - Sólrún Sumarliðadóttir
  - Hildur Ársælsdóttir
- Daníel Bjarnason – arrangiamento strumenti ad arco (traccia 3)
- Una Sveinbjarnsdóttir – strumenti ad arco (traccia 3)
- Pálina Árnadóttir – strumenti ad arco (traccia 3)
- Þorunn Ósk Marinósdóttir – strumenti ad arco (traccia 3)
- Margrét Árnadóttir – strumenti ad arco (traccia 3)
- Borgar Magnason – strumenti ad arco (traccia 3)
- Hólmfriður Benedíktsdóttir – coro (traccia 3)
- Hildur F. Hávarðsdóttir – coro (traccia 3)
- Björg Garðursdóttir – coro (traccia 3)
- Salka Þ. Svanvítardóttir – coro (traccia 3)
- Sóley M. Odle – coro (traccia 3)
- Sóluzig M. Gunnarsdóttir – coro (traccia 3)
- Brinhildur Melot – coro (traccia 3)
- Hera Eiríksdóttir – coro (traccia 3)
- The Sixteen – cori (tracce 5 e 6)

Produzione
- Sigur Rós – produzione
- Alex Somers – produzione
- Inga Birgisdóttir – grafica
- Lilja Birgisdóttir – grafica

## Classifiche
| Classifica (2012-13) | Posizione massima |
| -------------------- | ----------------- |
| Australia            | 14                |
| Austria              | 39                |
| Belgio (Fiandre)     | 4                 |
| Belgio (Vallonia)    | 17                |
| Danimarca            | 21                |
| Finlandia            | 21                |
| Francia              | 29                |
| Germania             | 23                |
| Irlanda              | 1                 |
| Italia               | 7                 |
| Norvegia             | 12                |
| Nuova Zelanda        | 34                |
| Paesi Bassi          | 18                |
| Portogallo           | 12                |
| Regno Unito          | 8                 |
| Spagna               | 21                |
| Svezia               | 31                |
| Svizzera             | 15                |